# Ариас, Алексис
Алексис Ариас Туаэста (исп. Alexis Arias Tuesta; род. 13 декабря 1995, Bellavista, Кальяо) — перуанский футболист, полузащитник клуба «Мельгар» и сборной Перу. 

## Клубная карьера
Ариас — воспитанник клубов «Спорт Бойз», «Коронель Болоньеси», нидерландского «Твенте» и «Эстер Гранде». В 2014 году игрок подписал контракт с «Мельгаром». 1 ноября в матче против «Универсидад Сан-Мартин» он дебютировал в перуанской Примере. 29 ноября 2015 года в поединке против «Хуан Аурич» Алексис забил свой первый гол за «Мельгар». В этом же сезоне он помог клубу выиграть чемпионат.

## Международная карьера
В 2015 году Ариас в составе олимпийской сборной Перу принял участие в Панамериканских играх в Канаде. На турнире он сыграл в матчах против Панамы и Бразилии.
27 марта 2019 года в товарищеском матче против сборной Сальвадора Ариас дебютировал за сборную Перу.
В 2021 года Ариас принял участие в Кубке Америки в Бразилии. На турнире он сыграл в матче против сборной  Бразилии. 

## Достижения
Командные
 «Мельгар»
- Победитель перуанской Примеры — 2015